# Partit Catòlic Romà dels Països Baixos
Partit Catòlic Romà dels Països Baixos (neerlandès Rooms Katholieke Partij Nederland, RKPN) fou un partit polític neerlandès d'orientació catòlica ortodoxa, fundat per membres del Partit Popular Catòlic que s'oposaren a unir-se a la Crida Demòcrata Cristiana. Era partidari de reforçar les escoles catòliques i contrari a l'avortament i l'eutanàsia. El seu cap, Klaas Beuker, només va obtenir un escó a les eleccions legislatives neerlandeses de 1972, però poc després s'enfrontà al seu partit i continuà com a independent. A les eleccions legislatives neerlandeses de 1977 no va obtenir representació.